# Spiroglyptus nebulosus
Spiroglyptus nebulosus är en snäckart som först beskrevs av Lewis Weston Dillwyn 1817.  Spiroglyptus nebulosus ingår i släktet Spiroglyptus och familjen Vermetidae. Inga underarter finns listade i Catalogue of Life.